# Curcuma comosa
Curcuma comosa là một loài thực vật có hoa trong họ Gừng. Loài này được William Roxburgh mô tả khoa học đầu tiên năm 1810 theo cây mà Felix Carey (1782-1822) tìm thấy ở Pegu (nay là Bago, Myanmar).

## Phân bố
Loài này có tại Ấn Độ (Assam), Myanmar, Thái Lan. Du nhập vào Malaysia bán đảo.

## Mô tả
Thân hành (thân rễ) lớn, hình trái xoan, ruột màu đất son nhạt. Không củ chân chim, nhiều củ có cuống rễ ruột trắng, mọc sâu trong lòng đất. Lá to, có cuống, hình mác, cuống lá và bẹ không thò ra, cao 5–6 ft (1,5-1,8 m), mọi phần màu xanh lục, ngoại trừ những lá đầu tiên có vết mờ màu rỉ sắt nhạt từ giữa cho tới phần trung tâm của mặt trên. Cành hoa bông thóc hình chùy, lớn; lá bắc sinh sản màu hồng nhạt: mào dồi dào, màu hồng. Hoa nhiều, mặt ngoài tràng hoa màu hồng, mặt trong màu vàng, nở tháng 5, cùng lúc lá xuất hiện.